# Joseph Domenech
Joseph Domenech ha sido veterinario en jefe de la Organización de las Naciones Unidas para la Alimentación y la Agricultura (FAO) en numerosas emergencias sanitarias, especialmente en la epidemia por el virus H5N1, altamente patógeno (HP). Con destino en Roma, Italia, coordina acciones en el mundo entero.

## Ecoepidemiología
Joseph Domenech es un especialista en zoonosis emergentes (en el contexto de los cambios ecológicos, climáticos, agrícolas y ganaderos globales) y de las epidemias. Paralelamente a sus misiones administrativas en el servicio de la OIE y de la FAO, como científico, especialista en ecoepidemiología, ha trabajado con enfermedades emergentes, como la pandemia ligada a la gripe aviar de 2005, un virus gripal altamente patógeno (HP) clasificado como H5N2 o H5N1 y otros, así como sobre el rol de las aves migratorios (pájaros acuáticos sobre todo, en el Paleártico occidental, África y Sudeste Asiático), como fuente eventual de virus para las aves y viceversa. También, ha contribuido a la creación de una jornada internacional sobre los virus gripales en el cerdo Ha trabajado igualmente sobre los efectos de la vacunación durante las epidemias y el riesgo pandémico, junto a Marisa Peyre y otros (2009). Ha sido responsable del plan internacional de seguimiento del H5N1.
Con Bernard Vallat de la OIE y Keiji Fukuda de la OMS, forma parte de la Organización Mundial de Sanidad Animal, organismo que reúne a FAO, OIE y OMS, para una respuesta coordinada mundial a las pandemias, a menudo debidas a virus o bacterias susceptibles de pasar del animal a los seres humanos.